# Frullania media
Frullania media là một loài rêu tản trong họ Jubulaceae. Loài này được (E.A. Hodgs.) S. Hatt. miêu tả khoa học lần đầu tiên năm 1983.